# Dawlat Yar (distrikt)
Dawlat Yar är ett distrikt i Afghanistan. Det ligger i provinsen Ghor, i den centrala delen av landet, 300 kilometer väster om huvudstaden Kabul. Administrativ huvudort är Delak.
Distriktet beräknades år 2022 ha cirka 38 000 invånare.